# Lazhar Benhacène
 (août 2019).
Lazhar Benhacène est un footballeur algérien né le 2 mars 1976 à Batna. jouait au poste de milieu défensif.

## Biographie
Lazhar Benhacène évolue en Division 1 avec le club du CA Batna. Il figure également dans le groupe de l'équipe première de l'USM Alger lors de la saison 2004-2005, saison où le club est sacré champion, mais les sources disponibles ne permettent pas d'affirmer qu'il a joué des matchs avec cette équipe.
Il joue notamment avec le CA Batna, 28 matchs en première division lors de la saison 2005-2006, puis 30 matchs dans ce même championnat en 2009-2010.
Il atteint la finale de la Coupe d'Algérie en 2010 avec le CA Batna. Benhacène est titulaire lors de cette finale perdue face à l'ES Sétif.

## Palmarès
- Finaliste de la Coupe d'Algérie en 1997 et 2010 avec le CA Batna.
- Finaliste de la Coupe de la Ligue algérienne en 1998 avec le CA Batna.